# Mutua Madrid Open 2023
Mutua Madrid Open 2023 — тенісний турнір, що проходив на ґрунтових кортах у місті Мадрид, Іспанія з 24 квітня
1 травня. Належав до категорії ATP Masters 1000, був турніром серії Мастерс Мадрид 2023 року.

## Фінальна частина

### Чоловіки, одиночний розряд
Карлос Алькарас —  Ян-Леннард Штруфф 6–4, 3–6, 6–3

### Жінки, одиночний розряд
Аріна Соболенко —  Іга Свьонтек 6–3, 3–6, 6–3

### Чоловіки, парний розряд
Карен Хачанов /   Андрій Рубльов —  Роган Бопанна /  Меттью Ебден 6–3, 3–6, [10–3]

### Жінки, парний розряд
Вікторія Азаренко /  Беатріс Аддад Мая —  Коко Гофф /  Джессіка Пегула 6–1, 6–4